# Last Train to Mashville, Vol. 2
Last Train to Mashville, Vol. 2 är ett album med Alabama 3, utgivet 28 oktober 2003 på skivbolaget One Little Indian. Albumet innehåller akustiska versioner på låtar från gruppens tidigare utgåvor, vilket lyfter fram bandets country- och bluesinfluenser.

## Låtlista
1. "Woke Up This Morning" - 4:02
2. "Too Sick to Pray" - 3:27
3. "Year Zero" - 4:13
4. "Mansion on the Hill" - 3:05
5. "Speed of the Sound of Loneliness" - 2:46
6. "U Don't Danse to Tekno Anymore" - 3:44
7. "Bullet Proof" - 2:54
8. "Let the Caged Bird Sing" - 2:31
9. "Disneyland Is Burning" - 2:57
10. "Woody Guthrie" - 3:52
11. "Peace in the Valley" - 3:56